# Aston Township
Aston Township è una township della contea di Delaware, Pennsylvania, Stati Uniti.